# Habla
Habla (arab. حبله) – palestyńskie miasto położone w muhafazie Kalkilja, w Autonomii Palestyńskiej.
Leży w zachodniej części Samarii, w otoczeniu miasta Kalkilja, wioski Ras Atija, oraz żydowskiego miasteczka Alfe Menasze. Miasto jest otoczone ze wszystkich stron przez mur bezpieczeństwa oddzielający Izrael od Autonomii Palestyńskiej. Po stronie izraelskiej znajduje się wioska Mattan.

## Historia
29 listopada 1947 roku Zgromadzenie Ogólne Organizacji Narodów Zjednoczonych przyjęło Rezolucję nr 181 o podziale Palestyny na dwa państwa: żydowskie i arabskie. Wioska Habla miała znaleźć się w państwie arabskim, jednak podczas wojny izraelsko-arabskiej w 1948 została zajęta przez Jordańczyków. W ramach podpisanego 4 kwietnia 1949 zawieszenia broni izraelsko-jordańskiego, Habla znalazła się pod kontrolą Jordanii.
Podczas wojny sześciodniowej w 1967 Hablę zajęły wojska izraelskie.
W 2002 Izraelczycy rozpoczęli budowę muru bezpieczeństwa, który otoczył wioskę od północy, zachodu i wschodu.

## Demografia
Według danych Palestyńskiego Centrum Danych Statystycznych w 2007 w Habli żyło 6,3 tys. mieszkańców.

## Komunikacja
Przez miasto przebiega droga nr 5444, którą jadąc na północny zachód można przejechać podziemnym tunelem pod drogą ekspresową nr 55  (Kefar Sawa-Nablus) i po przekroczeniu izraelskich punktów kontrolnych dojechać do miasta Kalkilja, lub jadąc na południowy wschód dojechać do wioski Ras Atija.
Na zachód od miasta przebiega autostrada nr 6, a na północy droga ekspresowa nr 55, brak jednak możliwości bezpośredniego wjazdu na nie.